# Kriegskanzlei (Hannover)
Die Kriegskanzlei (auch: Kriegsministerium) in Hannover war eine der obersten Behörden anfangs des Kurfürstentums Braunschweig-Lüneburg, später des Königreichs Hannover. Seinen Sitz hatte es in der Altstadt Hannovers zeitweilig im Leineschloss, (→ Karte) später in der (damaligen) Osterstraße 93. (→ Karte)

## Geschichte
Als 1714 Georg Ludwig, Kurfürst von Braunschweig-Lüneburg und Regent in Hannover, durch Erbfolge als König Georg I. den Thron von Großbritannien und Irland bestieg, blieb das Haus der Welfen dennoch Herrscher über ihre hannoversches Territorium. Nun hatte für 123 Jahre die Zeit der sogenannten Personalunion zwischen Großbritannien und Hannover begonnen, während der die Residenz in Hannover, das Leineschloss, nur noch selten zu repräsentativen Zwecken genutzt wurde. Statt von der Herrscherfamilie wurde das Schloss nun jedoch als Sitz der obersten Behörden des hannoverschen Landes genutzt, wie zum Beispiel durch die „Geheimen Räte, die Rent- und Domänenkammer, [… die] Generalkasse, Bibliothek und Archiv“ sowie der „Justiz- und Kriegskanzlei“.
Zuständig für „die Geld- und Wechselgeschäfte der welfischen Kriegskanzlei“ war der Kriegsagent Salomon Michael David.
Seit 1802 war „das hannoversche Kriegsministerium“ und andere ihm unterstellte Behörden in ein angekauftes Fachwerkhaus des verstorbenen Feldmarschalls von Freitag in der damaligen Osterstraße 93 eingezogen, während in das Nebengebäude, das sogenannte Masebergsche Haus, das Generalkommando eingezogen war. Beide Häuser sollten später durch Gebäude aus massivem Stein ersetzt werden, um in der Nähe des zwischen Georgstraße und der Osterstraße gelegenen Haus der Landstände nachhaltig ein geschlossenes Behördenviertel aufzubauen. Doch dazu kam es nie:
Von 1803 bis 1813, während der sogenannten Franzosenzeit, der Besetzung Hannovers durch Truppen von Napoleon Bonaparte, hätten Bürger der Stadt, nachdem sie von der Landung der Engländer bei Ritzebüttel gehört hatten, im Mai 1809 aus Vorfreude beinahe die französische Kriegskasse geplündert, die sich dann in der „Mittelbrandstraße“ (Mittelstraße in der Calenberger Neustadt) im „ehemaligen Samson’schen, später Philippschen Hause befand.“
Die Kriegskanzlei verfügte jedoch offensichtlich über weitere Bauten, über die beispielsweise 1827 der Architekt und Stadtbaumeister August Heinrich Andreae die Bauaufsicht führte.
Nachdem 1840 die Militär-Bekleidungskommission aus einem der „fünf herrschaftlichen Häuser an der Leinstraße“ in einen von Heinrich Tramm errichteten Neubau an der Georgstraße verlegt worden war, wurde das Kommissionsgebäude 1855 zunächst in die benachbarte Polytechnischen Schule integriert, und später beim Umbau des Schulgebäudes zum Hotel durch Ferdinand Wallbrecht abgerissen. Als Ersatz diente dann das in der Adolfstraße neu erbaute Dienstgebäude gegenüber dem General-Militärlazarett (das ab 1867 jedoch als Hilfslazarett benutzt wurde).
Nachdem das Kriegsministerium im Zuge der Deutschen Revolution 1848/1849 die Bürgergarde der Stadt Hannover mit Waffen ausgestattet hatte, erließ der Magistrat der Stadt ein Statut, nach dem die Bürgergarde vollständig in die Stadtverfassung eingebunden war. Doch beinahe wäre es im Mai 1849 zwischen den linken Kräften um die Studenten der Polytechnischen Schule und dem „politisch weiter rechts stehenden“ Lehrern zu einem bewaffneten Konflikt wegen der Reichsverfassungskampagne gekommen. Später verschwand die Bedeutung dieser Selbsthilfeeinrichtung der hannoverschen Bürger: 1854 wurden den Bürgern die Waffen wieder abgenommen, drei Jahre später wies Innenminister Borries den Magistrat zu vollständigen Auflösung der Bürgerwehr an.
Seit 1866 hatte sich die Notwendigkeit eines eigenen Kriegsministeriums für Hannover erledigt: Nach der Schlacht bei Langensalza nahm Preußen das gesamte Königreich Hannover in Besitz und erklärte die ehemalige Hauptstadt zur Residenzstadt Preußens.
1879/80 wurden beim Durchbruch der Karmarschstraße die Gebäude der ehemaligen Kriegskanzlei und des Generalkommandos niedergerissen.

## Persönlichkeiten (unvollständig)
Folgende Persönlichkeiten waren in oder für die Kriegskanzlei tätig:
- Salomon Michael David (~ 1718/1724[11]-1791), als Kriegsagent zuständig für die Geld- und Wechselgeschäfte der Welfen;[4]
- Adolf von Hake (1747–1825), hannoverscher General der Infanterie, Vizepräsident der Kriegskanzlei in Hannover[12]
- August Heinrich Andreae (1804–1846), Architekt, ab 1827 zeitweilig freiwilliger Mitarbeiter der königlich hannoverschen Kriegskanzlei[7]
- Jobst Hermann von Ilten (1649–1730), seit 1708 Geheimer Rat, ab 1728 Präsident der Kriegskanzlei[7]
- Sudfeld Vick (~ 1650–1718), ab 1689 Proviantverwalter der Kriegskanzlei[7]
- Johann Daniel Ramberg (1732–1820), ab 1761 Kriegssekretär, später Kommerz-, Hof- und Geheimer Justizrat[7]

## Bilddokumente
Der Denkmalpfleger Arnold Nöldeke bildete in seinem Buch (siehe Literatur) zwei Dokumente des Kriegsministeriums in der (ehemaligen) Osterstraße 93 ab;
- einen Grundriss mit der Lage der Kriegskasse, dargestellt für das Jahr 1856, in der Osterstraße, nach einem Plan im Reichsarchiv;
- sowie ein Bild des „Kriegsministerialgebäudes“ nach einem Aquarell im Stadtarchiv Hannover.[2]